# Wahsut
Wahsut, auch Wah-sut-cha-kau-Re-maa-cheru (Dauernd sind die Sitze des gerechtfertigten Chakaure) ist der altägyptische Name einer Stadt etwas südlich von Abydos. Der Ort wurde unter Sesostris III. (ca. 1872 v. Chr. bis um 1852 v. Chr.) neben dessen Grab- und Kultanlage gegründet.

## Belege
Der Ort wird mehrmals auf Papyri des Mittleren Reiches und auch im Grab des Wesirs Rechmire genannt. Er war wahrscheinlich noch im Neuen Reich bewohnt, verlor aber schon in der 13. Dynastie an Bedeutung.
Die Stadt konnte mit Sicherheit seit 1994 bei Ausgrabungen von Josef Wegner im Süden von Abydos identifiziert werden, obwohl schon Teile davon zu Beginn des zwanzigsten Jahrhunderts gefunden wurden, jedoch an den Beginn der 18. Dynastie datiert wurden. Die bisher gefundenen Reste bestehen aus dem großen Haus des Bürgermeisters und Reihen von etwas kleineren Wohnbauten, die anscheinend mittleren Beamten als Wohnhaus dienten. Es fanden sich zahlreiche Siegelabdrücke, darunter die einer „Königstochter“ Renseneb, die die Gemahlin eines hiesigen Bürgermeisters war. Ein besonderer Fund im Frauentrakt des Bürgermeisterhauses war ein Geburtsziegel.